# Chadsia
Genre
Chadsia est un genre de plantes à fleurs dicotylédones de la famille des Fabaceae, sous-famille des Faboideae, originaire des régions tropicales de Madagascar, qui comprend une dizaine d'espèces acceptées.

## Étymologie
Le nom générique, « Chadsia », est un hommage à Henry Ducie Chads (1788-1868), officier naval britannique, qui conduisit l'auteur, Wenceslas Bojer, dans une expédition à Madagascar et aux îles Comores.

## Liste d'espèces
Selon The Plant List (17 novembre 2018) :
- Chadsia coluteifolia Baill.
- Chadsia flammea Bojer
- Chadsia grevei Drake
- Chadsia irodoensis Du Puy & Labat
- Chadsia longidentata R.Vig.
- Chadsia magnifica R.Vig.
- Chadsia racemosa Drake
- Chadsia salicina Baill.
- Chadsia versicolor Bojer